# Слон кіпрський карликовий
Слон кіпрський карликовий (Elephas cypriotes або Palaeoloxodon cypriotes) — вимерлий вид слонів, споріднений азійському слону.
Ймовірно, що Кіпрський карликовий слон походить від прямобивневих слонів. Цей слон населяв Кіпр і деякі інші середземноморські острови в плейстоцені. Припускається[ким?], що маса карликового слона була всього 200 кг, що становить лише 2 % від маси його попередників, маса яких  сягала 10 тонн. Кутні зуби карликового слона були також менше, ніж у його предків, але лише у 2,5 раза. Серед факторів, які призвели до карликовості, — відносний дефіцит їжі на невеликих островах, висока конкуренція і хижаки.
Кіпрський карликовий слон існував аж до 9 тисячоліття до н. е. Вид також називають Elephas cypriotes Bate, на честь британського палеонтолога Доротеї Бейт, яка відкрила його.

## Розкопки
Знахідки цільного або навіть частково збереженого скелета цього слона вкрай рідкісні. Вперше рештки Кіпрського слона були відкриті Доротеєю Бейт в печерах Кіренейських пагорбів у 1902 та описані в 1903 в журналі Лондонського королівського товариства, і пізніше в 1905.